# Ugo Frigerio
Ugo Frigerio (* 16. September 1901 in Mailand; † 7. Juli 1968 in Garda) war ein italienischer Leichtathlet.
Ugo Frigerio war 1920 der erste italienische Olympiasieger in der Leichtathletik – zumindest bei den Olympischen Spielen der Neuzeit. Er ist mit drei olympischen Goldmedaillen neben Robert Korzeniowski einer der erfolgreichsten Geher überhaupt. Zwischen 1920 und 1932 gewann er drei goldene und eine bronzene Medaille bei Olympischen Spielen. Frigerio entschied 1920 und 1924 auch seine Vorkämpfe für sich (1928 stand Gehen nicht auf dem olympischen Programm). Somit sind der britische Olympiasieger von 1932 Tommy Green und der lettische Olympiazweite Jānis Daliņš die einzigen Geher, die Ugo Frigerio bei Olympischen Spielen hinter sich lassen konnten.